# ジョニー・ハリディ
もしかして
- ジョニー・アリディ

ではありませんか？